# H.P. Prior (NKT)
|  | For andre med samme navn, se H.P. Prior |
Hans Peter Prior (25. februar 1866 i København – 27. september 1936 i Hellerup) var sønnesøn af skibsrederen af samme navn, og stiftede i 1881 Nordisk Elektrisk Ledningstraad- og Kabel-Fabrik. Han var broder til arkitekten Alexis J. Prior, der blev arkitekt for NKT.
I 1920 var han kortvarigt handelsminister i Ministeriet M.P. Friis, og i 1923 forlod han direktørposten i NKT efter anklager for ulovlig spekulation i forbindelse med Landmandbankens krak. Han idømtes 120 dages fængsel. 
I 1925 etablerede han Dansk Galoche- og Gummifabrik i Køge.
Erhvervsområdet Priorparken i Brøndbyøster huser i dag bl.a. NKT og er opkaldt efter netop virksomhedens stifter.